# Roberto Zandonella
Roberto Zandonella, né le 14 avril 1944 à Comelico Superiore, est un bobeur italien des années 1960 et 1970.

## Carrière
Roberto Zandonella participe aux Jeux olympiques de 1968 à Grenoble et est sacré champion olympique en bob à quatre (avec Eugenio Monti, Luciano de Paolis et Mario Armano).
L'année suivante, il remporte la médaille d'argent en bob à quatre aux Championnats du monde de bobsleigh 1969 à Lake Placid avec Gianfranco Gaspari, Sergio Pompanin et Mario Armano. Il est ensuite sacré champion du monde en bob à quatre aux Championnats du monde de bobsleigh 1970 à Saint-Moritz avec Nevio de Zordo, Luciano de Paolis et Mario Armano.
Aux Jeux olympiques de 1972 à Sapporo, il termine huitième en bob à quatre avec Gianfranco Gaspari, Luciano de Paolis et Mario Armano.

## Palmarès

### Jeux Olympiques
- : médaillé d'or en bob à 4 aux JO 1968.

### Championnats monde
- : médaillé d'or en bob à 4 aux championnats monde de 1970.
- : médaillé d'argent en bob à 4 aux championnats monde de 1969.